# Trond Erics
Trond Erics var ett dansband från Hedmark i Norge. De sista åren bestod bandet av fyra killar från Eidskogen, Jan Ove Fjeld, Svein Tore Mengkrok, Jan Tore Kraft och Ole Kristian Ruud. Femtemann och huvudvokalist, Lars Espen Skogvold, är från Løtenområdet. Ole Kristian har senare lämnat bandet och börjat i Picazzo.
Bandet bildades i maj 1984 av Jan Ove Fjeld, Svein Tore Mengkrok och Jan Tore Kraft. Senare kom även Thomas Biller och Trond Erik Grundt.
Bandet kallades i början Mini-Kraftlaget, då de lånade utrustning från Kraftlaget i Vestmarka. Bandet tog sitt namn efter huvudvokalisten, och bestämde sig också för att behålla det den dagen Trond Erik Grundt lämnade Trond Erics.
Den första spelningen skedde vid en liten lokal på Grusjølia på Vestmarka.
1986 vann Trond Erics en amatörtävling på Kjellmyra, vilket medförde att bandet fick flera spelningar runtom i distriktet. Bandet fick skivkontrakt samma år av Per Johan Skjærstad, som satt i juryn under amatörtävlingen.
1987 gav de ut Farvel Marita, som spelades mycket i Hedemarksradion.
1989 drog Trond Erics ut på en 14-dagarsturne til Färöarna. Under denna period var Trond Erics ett ettertraktat danseband och arbetate med att utveckla musiken.
1992 producerade de sin første CD, Vår lille paviljong, som utgavs på eget skivbolag. Samtidigt började bandet få anhängare i Sverige. Det året kom dittills största ögonblicket för bandet, då de vann "Se og Hørs" dansbandstävling, och presenterades i TV 2 samma år.
1994 kom Trond Erics med sitt andra skivsläpp. Titeln var Flere slike dager.
Kring 1994/1995, då Trond Erik Grundt slutade då han ville återgå till sitt gamla jobb på Arbeidskontoret på Kongsvinger, ersattes han av Lars Espen Skogvold. Men Trond Erik fortsatte dock som låtskrivare.
1995 reste Trond Erics, tillsammans med flera berömda dansband, ut på en dansbandsgala i Karibiska havet.
Den 7 september 2007 meddelades, i radioprogrammet "På dansefot", att bandet läggs ner den 1 januari 2008 . Bandet gjorde sin avskedsspelning i Vestmarka samfunnshus den 30 december 2007. Bandet spelade totalt in nio album.

## Diskografi
Album
- Farvel Marita (1987)
- Aftendans (1990)
- Vår lille paviljong (1992)
- Flere slike dager (1994)
- Alltid på vei (1997)
- På oppfordring (2000)
- Det ligger no rart i luften (2001)
- Fotoalbum (2004)
- Donna Bella Donna (2004)
- Perleporten (2005)
- Speilbilde (2006)
- Trond Erics aller beste (2007)

EP
- Finn deg en engel (1993)

### Fotnoter
1. ↑  Dansbandsbloggen 7 september 2007 - Norska Trond Erics splittras Arkiverad 18 augusti 2010 hämtat från the Wayback Machine.